# Watoosh!
Watoosh! is het debuutalbum van de Canadese punkband Billy Talent, en tevens het enige studioalbum dat ze onder de naam Pezz hebben uitgebracht. Het album is in 2005 heruitgegeven door Atlantic Records. Het album is geremastered door gitarist Ian D'sa en opnieuw uitgebracht op 30 mei 2024.
Het dertiende nummer is instrumentaal. Tracks 11-16 bestaan alleen maar uit stilte, waarna op track 17 een bonustrack volgt.

## Tracklist
1. "M & M" - 4:15
2. "Fairytale" - 4:21
3. "Nita" - 4:51
4. "Mother's Native Instrument" - 4:55
5. "Bird in the Basement" - 3:44
6. "Recap" - 3:40
7. "When I Was a Little Girl" - 2:04
8. "Warmth of Windows" - 3:03
9. "Square Root of Me" - 3:57
10. "Absorbed" - 5:22

1. "New Orleans Is Sinking" (The Tragically Hip cover) - 1:14

## Band
- Benjamin Kowalewicz - zang
- Ian D'Sa - gitaar, achtergrondzang
- Jonathan Gallant - basgitaar, achtergrondzang
- Aaron Solowoniuk - drums